# Ōfuji-Noburō-Preis
Der Ōfuji-Noburō-Preis (japanisch 大藤信郎賞 Ōfuji Noburō-shō) ist eine Auszeichnung, die seit 1962 im Rahmen des Mainichi Eiga Concours vergeben wird und die nach dem Trickfilmer Noburō Ōfuji (1900–1961) benannt ist. Geehrt werden künstlerisch herausragende Animationsfilme.
Als in den 1980er Jahren immer mehr Produktionen großer Studios anstatt, wie ursprünglich, kleine, experimentelle Trickfilme unter den Preisträgern waren, entschied man sich, beim Mainichi Eiga Concours einen zweiten Preis für Animationsfilme zu vergeben. Seit 1989 werden unterhaltende Mainstreamfilme in der Kategorie „Bester Animationsfilm“ (アニメーション映画賞, animēshon eiga-shō) prämiert und der Ōfuji-Noburō-Preis ist auf kleinere, künstlerisch herausragende Produktionen eingeschränkt.
Bis auf den Sieger des Jahres 1999, The Old Man and the Sea des russischen Regisseurs Alexander Petrow, waren alle bisherigen Preisträger japanische Filme (Anime). Am häufigsten – je fünfmal – wurden Filme unter der Regie von Hayao Miyazaki und Kihachirō Kawamoto ausgezeichnet.

## Preisträger

### 1962 bis 1969
- 1962: Aru machikado Monogatari (ある街角の物語) von Osamu Tezuka
- 1963: Wanpaku Ōji no Daija taiji (わんぱく王子の大蛇退治) vom Animationsstudio Tōei Dōga
- 1964: Satsujin – Murder (殺人 MURDER) von Makoto Wada
- 1965
  - Fushigi na kusuri (ふしぎなくすり) von Tadanari Okamoto
  - Ningen Dōbutsuen (人間動物園), Love, Isu (椅子) und Aosu (アオス) von Yōji Kuri
- 1966: Tenrankai no E (展覧会の絵) von Osamu Tezuka
- 1967: Heya (部屋) und Nippiki no sanma (二匹のサンマ) von Yōji Kuri
- 1968: Minikui Ahiru no Ko (みにくいあひるのこ) von Gakushū Kenkyūsha
- 1969: Yasashii Raion (やさしいライオン) von Mushi Production (Regie: Takashi Yanase)

### 1970 bis 1979
- 1970: Hana to Mogura (花ともぐら) und Home My Home (ホーム・マイホーム)
- 1971: Tenma no Torayan (てんまのとらやん) von Video Tōkyō
- 1972: Oni (鬼) von Kihachirō Kawamoto
- 1973: Namu Ichibyō Sokusai (南無一病息災) von Echo
- 1974: Shijin no Shōgai (詩人の生涯) von Kihachirō Kawamoto
- 1975: Mizu no Tane (水のたね) von Tadanari Okamoto
- 1976: Dōjōji (道成寺) von Kihachirō Kawamoto
- 1977: Niji ni mutte (虹に向かって) von Dentsu Eigasha
- 1978: Preis nicht vergeben
- 1979: Das Schloss des Cagliostro vom Animationsstudio Tōkyō Movie Shinsha (Regie: Hayao Miyazaki)

### 1980 bis 1989
- 1980: Speed (スピード) von Taku Furukawa
- 1981: Goshu, der Cellist vom Animationsstudio Oh! Production (Regie: Isao Takahata)
- 1982: Okon Jōruri (おこんじょうるり) von Sakura Eigasha
- 1983: Barfuß durch Hiroshima von Gen Production
- 1984: Nausicaä aus dem Tal der Winde von Tokuma Shoten (Regie: Hayao Miyazaki)
- 1985: Ginga Tetsudō no Yoru von Asahi Shinbunsha (Regie: Gisaburō Sugii)
- 1986: Das Schloss im Himmel von Hayao Miyazaki und anderen
- 1987: Mori no Densetsu (森の伝説) vom Animationsstudio Tezuka Production (Regie: Osamu Tezuka)
- 1988: Mein Nachbar Totoro von Hayao Miyazaki
- 1989: Preis nicht vergeben

### 1990 bis 1999
- 1990: Ibara-hime, Mata wa Nemuri-hime (いばら姫、またはねむり姫) von Kihachirō Kawamoto
- 1991: Chūmon no Ōi Ryōriten (注文の多い料理店) von Sakura Eigasha
- 1992: Preis nicht vergeben
- 1993: Ginga no Uo (銀河の魚) von Shigeru Tamura
- 1994: Preis nicht vergeben
- 1995: Memories von Katsuhiro Ōtomo und anderen
- 1996: Rusuban (るすばん) von N&G Production
- 1997: Preis nicht vergeben
- 1998: Mizu no sei – Kappa Hyakuzu (水の精・河童百図) von Shirokumi
- 1999: The Old Man and the Sea von Alexander Petrow und anderen

### 2000 bis 2009
- 2000: Blood – The Last Vampire von Hiroyuki Kitakubo
- 2001: Kujira Tori (くじらとり) vom Studio Ghibli (Regie: Hayao Miyazaki)
- 2002: Millennium Actress von Satoshi Kon
- 2003: Fuyu no Hi von Kihachirō Kawamoto und anderen
- 2004: Mind Game von Masaaki Yuasa
- 2005: tough guy! 2005 von Shintarō Kishimoto
- 2006: Tekkon Kinkreet von Michael Arias
- 2007: Kafka – Inaka isha (カフカ 田舎医者) von Kōji Yamamura
- 2008: Gake no Ue no Ponyo von Hayao Miyazaki
- 2009: Denshinbashira Elemi no Koi (電信柱エレミの恋) von Hideto Nakata

### 2010 bis 2019
- 2010: Preis nicht vergeben
- 2011: 663114 von Isamu Hirabayashi
- 2012: Kayōchin (火要鎮) von Katsuhiro Ōtomo
- 2013: Umi ni ochita tsuki no hanashi (海に落ちた月の話) von Akira Oda
- 2014: Yodomi no Sawagi (澱みの騒ぎ) von Hana Ono
- 2015: Suijun Genten (水準原点) von Ryō Orikasa
- 2016: In this Corner of the World (この世界の片隅に) von Sunao Katabuchi
- 2017: Yoake Tsugeru Rū no Uta (夜明け告げるルーのうた) von Masaaki Yuasa
- 2018: Liz and the blue bird (リズと青い鳥) von Yamada Naoko
- 2019: Aru Nihon no egaki shōnen (ある日本の絵描き少年) von Kawajiri Masao

### 2020 bis 2029
- 2020: Ongaku (音楽) von Iwai Sawakenji
- 2021: Pukkura Potta to mori no jikan (プックラポッタと森の時間) von Yashiro Takeshi
- 2022: Inu-Ō (犬王) von Masaaki Yuasa